# 4351 Nobuhisa
4351 Nobuhisa (1989 UR1) là một tiểu hành tinh vành đai chính được phát hiện ngày 28 tháng 10 năm 1989 bởi Yoshikane Mizuno và Toshimasa Furuta ở Kani.